# När vänskapsbanden knytes

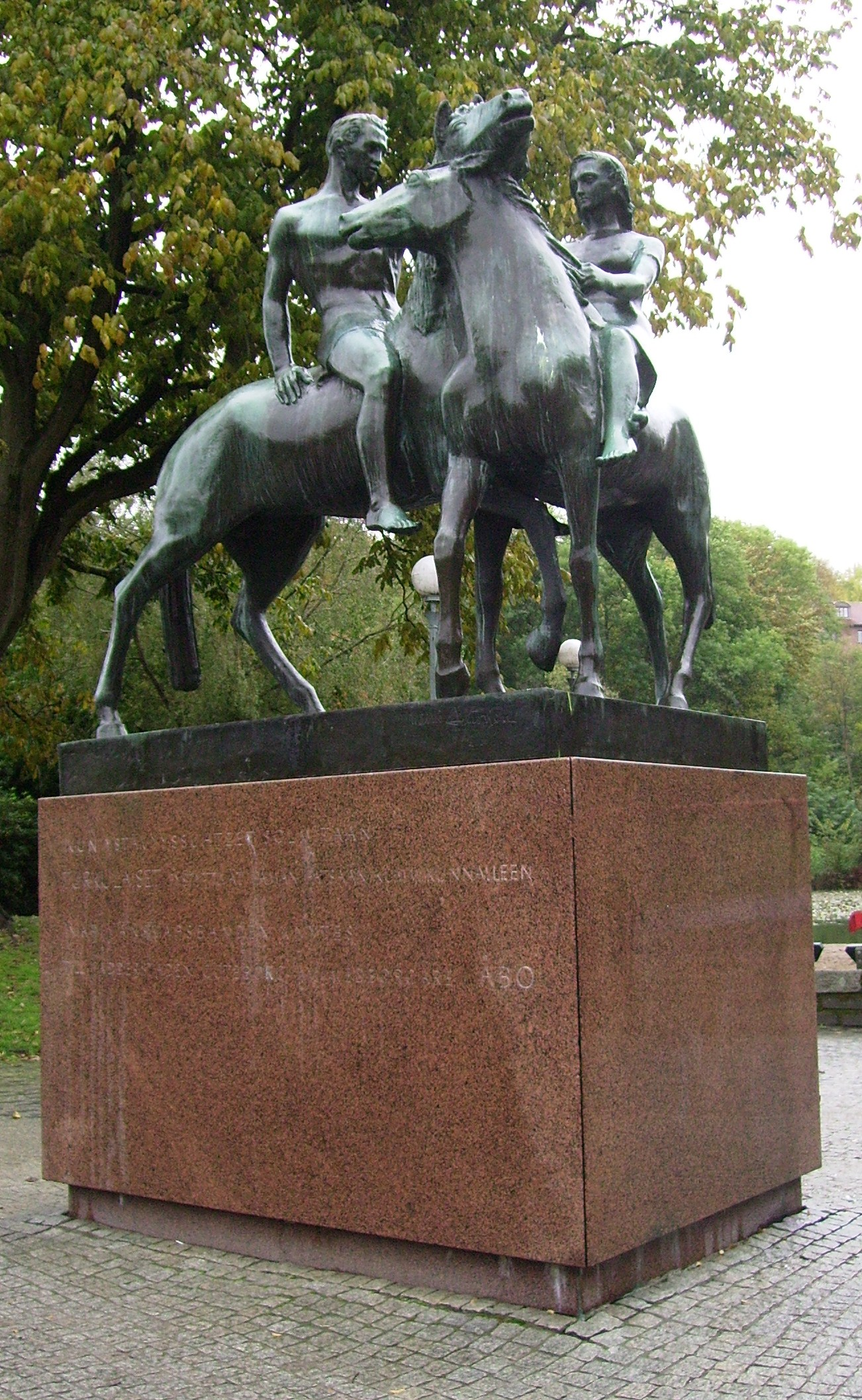
När vänskapsbanden knytes, Göteborg

När vänskapsbanden knytes är en 2,7 meter hög skulptur i brons vid Näckrosdammen i Göteborg. 
Skulpturen avtäcktes den 8 maj 1955 inför några tusen personer. Bland åskådarna återfanns en finländsk delegation från Åbo och Göteborgs ledande politiker. Det var en tacksamhetsgåva från vänorten Åbo för den hjälp som offervilliga göteborgare hade visat Finlands folk under krigsåren. En kopia finns på Trätorget i Åbo.
Konstverket är utfört av Wäinö Aaltonen. Det visar en ung kvinna och en ung man på varsin häst. Aaltonen hade döpt sitt verk till Kun ystävyyssuhteet solmitaan eller på svenska När vänskapsbanden knytes.